# Василевич, Илья Сергеевич
Илья Сергеевич Василевич (бел. Ілья Сяргеевіч Васілевіч; род. 14 апреля 2000, Ивацевичи, Брестская область) — белорусский футболист, нападающий клуба «Торпедо-БелАЗ».

## Клубная карьера

### Начало карьеры
Футболом начал заниматься в Ивацевичах. В возрасте 12 лет поступил в поставскую академию ПМЦ, а затем поступил в минскую футбольную школу «Фортуна». Учился в Академии АБФФ, а во второй половине 2017 года выступал в Первой лиге за «Барановичи». В январе 2018 года подписал трехлетний контракт с донецким «Шахтёром», который вступил в силу в апреле. Выступал за молодёжную команду «Шахтера» и в основной состав не привлекался.

### БАТЭ

#### Аренда в «Славию-Мозырь»
В августе 2019 года, покинув «Шахтёр», стал игроком БАТЭ. Во второй половине 2019 года выступал за дубль борисовского клуба, а к сезону 2020 готовился вместе с основным составом. В марте 2020 года был отдан в аренду в мозырьскую «Славию», где в основном выходил на замену или оставался на скамейке запасных, а также выступал за дубль. С сентября 2020 года не играл из-за травмы. В декабре 2020 по окончании аренды покинул мозырский клуб.

#### Возвращение в БАТЭ
В апреле 2021 года заявлен в БАТЭ и начал выступать за дубль. Дебютировал за клуб 19 июня 2021 года в матче Высшей лиги против минского «Динамо», выйдя на замену на 86 минуте. В своём следующем матче 22 июня 2021 года, только уже в Кубке Беларуси, отличился дебютными голами, оформив в ворота «Барановичей» дубль и также отдав 1 результативную передачу. Впоследствии стал чаще выступать за основную команду борисовского клуба, в основной выходя на поле со скамейки запасных. По итогу сезона футболист стал серебряным призёром чемпионата.

#### Сезон 2022
К новому сезону 2022 года готовился с основной командой борисовчан. В марте 2022 года стал обладателем Суперкубка Беларуси. Затем помог клубу пройти в Кубке Беларуси жодинское «Торпедо-БелАЗ» и выйти в полуфинал турнира. Первый матч в национальном чемпионате сыграл 2 апреля 2022 года против «Белшины». В мае 2022 года стал серебряным призёром Кубке Беларуси, однако в финальной стадии не был заявлен на игру. Первый гол забил 21 июня 2022 года в кубковом матче против пинского клуба «Стэнлес». Свой дебютный гол за клуб в Высшей лиге забил 9 июля 2022 года в матче против «Минска». По итогу сезона стал вместе с клубом бронзовым призёром чемпионата. Сам же футболист записал на свой счёт 4 гола и 2 результативные передачи во всех турнирах.

#### Сезон 2023
В январе 2023 года футболист вместе с клубом продолжил готовиться к новому сезону. Первый матч за клуб сыграл 4 марта 2023 года в рамках Кубка Беларуси против бобруйской «Белшины». Вышел в полуфинал Кубка Беларуси, победив бобруйский клуб 11 марта 2023 года в ответном четвертьфинальном матче, отличившись дублем из результативных передач. Первый матч в рамках чемпионата сыграл 2 апреля 2023 года против «Энергетика-БГУ», выйдя на замену на 73 минуте. Первым голом за клуб в сезоне отличился 28 июня 2023 года в матче Кубка Беларуси против клуба «Миоры». В июле 2023 года футболист вместе с клубом отправился на квалификационные матчи Лиги чемпионов УЕФА. В рамках квалификаций Лиги Европы УЕФА вместе с клубом уступил молдавскому «Шерифу» и выбыл в квалификационный раунд плей-офф Лиги конференций УЕФА. В квалификационном раунде плей-офф Лиги конференций УЕФА футболист вместе с клубом уступил по сумме матчей косоварскому «Балкани» и закончил еврокубковую компанию. На протяжении сезона футболист был в клубе преимущественно игроком замены, отличившись 2 забитыми голами и 3 результативными передачами во всех турнирах. По итогу сезона вместе с клубом завершил чемпионат на итоговом пятом месте. В декабре 2023 года футболист покинул клуб.

### «Торпедо-БелАЗ»
В декабре 2023 года появилась информация, что футболист близок к переходу в жодинское «Торпедо-БелАЗ». В январе 2024 года футболист официально перешёл в клуб.

## Карьера за сборную
В 2016—2017 годах выступал за юношескую сборную Беларуси (до 17 лет) в матчах квалификации чемпионата Европы.
В октябре 2017 и октябре 2018 года выступал за юношескую сборную Беларуси (до 19 лет) в матчах квалификации чемпионата Европы.
В марте 2022 года был вызван в молодёжную сборную Беларуси для участия в матчах квалификации чемпионата Европы. Свой дебютный гол забил 29 марта 2022 года в товарищеском матче против сверстников из Азербайджана. Затем закрепился в составе сборной, продолжая вызываться в её распоряжение. В рамках отбора на молодёжный чемпионат Европы свой первый гол забил 4 июля 2022 года против сборной Португалии.

## Статистика
| Сезон    | Дивизион | Клуб          | Страна        | Матчи | Голы |
| -------- | -------- | ------------- | ------------- | ----- | ---- |
| 2017 (2) | Д2       | Барановичи    | Флаг Беларуси | 9     | 1    |
| 2019 (2) | дубль    | БАТЭ          | Флаг Беларуси | 14    | 6    |
| 2020     | Д1       | Славия-Мозырь | Флаг Беларуси | 10    | 0    |
| 2021     | Д1       | БАТЭ          | Флаг Беларуси | 10    | 0    |
| 2022     | Д1       | БАТЭ          | Флаг Беларуси | 23    | 3    |
| 2023     | Д1       | БАТЭ          | Флаг Беларуси | 13    | 1    |
| 2024     | Д1       | Торпедо-БелАЗ | Флаг Беларуси | 25    | 5    |

## Достижения
- Серебряный призёр чемпионата Беларуси: 2021
- Обладатель Суперкубка Беларуси: 2022, 2024